# Anjem Choudary
Anjem Choudary (* 1967, Londýn) je britský radikální muslim, odsouzený v září roku 2016 k 5, 5 letům vězení za podporu tzv. Islámského státu. Je také muslimem, který veřejně uznal chalífát, vyhlášený IS. Soudce v rozsudku uvedl, že je Choudary nebezpečný.

## Život
Anjem Choudary je britský muslim pákistánského původu. Byl členem prozatímně zakázané skupiny zvané Islam4UK.
Je ženatý, se svojí ženou má pět dětí a žije v londýnské čtvrti Ilford.